# Ateuchus euchalceum
Ateuchus euchalceum är en skalbaggsart som beskrevs av Vladimir Balthasar 1939. Ateuchus euchalceum ingår i släktet Ateuchus och familjen bladhorningar. Inga underarter finns listade.